# 童寯
童寯（1900年10月2日—1983年3月28日），字伯潜，辽宁沈阳人，满族，中國建筑学家，建筑教育家，中国近代造园理论研究的开拓者，中国近代建筑理论研究的开拓者之一。与刘敦桢、吕彦直、梁思成、杨廷宝合称“建筑五宗师”。

## 生平
1900年10月2日出生于奉天府府城盛京城附近的东台子村。1908年，被送入奉天蒙養院，接受新式啟蒙教育。1910年9月，童寯考入奉天省立第一小学，經父親要求開始讀四書五經。1917年，考入奉天省立第一中学，同時開始學習油畫和素描。1921年7月，中学毕业后投考唐山交大，時值父親新任奉天教育署署長到北京出差，了解到清華開始招收東北學生，在天津新学书院专修英文，準備報考北平清华留美预备学校。因為美術的特長在清華擔任「清華年鑑」的美術主編，還是賽艇隊員；王國維對其的影響也很大。交往的同學有杨廷宝、梁思成、陈植、黃家驊、蔡方蔭、張志中、林同濟。1925年，畢業於清华学校高等科，秋，公费留学宾夕法尼亚大学建筑系，又與楊、梁、陳三人同窗。在校期间获全美大学生设计竞赛一、二等奖牌各一枚。1928年冬，以3年修满6年全部学分，获得建筑学硕士学位，提前毕业。此后在费城、纽约两地建筑师事务所实习、工作各一年。1930年春，赴欧洲英、法、德、意、瑞士、比、荷等国考察建筑，经东欧回国。1930年秋回国，任沈阳东北大学建筑系教授，1931年6月，梁思成赴北京中国营造学社任职，童继任系主任。
1931年，九一八事变后建筑系解散，与赵深、陈植在上海共同组建华盖建筑师事务所。自1933年起，童寯跟隨湯定之學習國畫，並利用休日走訪東南各園林。抗战爆发后1938年在重庆、贵阳设华盖建筑师事务所分所。1940年，離開重慶去貴陽，同時受林同濟之邀為「戰國策」雜誌供稿。1944年，应刘敦桢之邀抵重庆，任中央大学建筑系教授，授课之余继续华盖建筑师事务所建筑师业务。1945年，作為無黨籍代表當選舊政協委員。1946年，回到南京，在中大任教，和楊廷寶同事。1949年，沒有回應梁思成的邀請到北京，而是在中央大学改名南京大学后，专任南京大学建筑系教授。1952年院系調整，南京大学建筑系等工学院系科独立组建南京工学院，任南京工学院建筑系教授、南京工学院建筑研究所副所长。江蘇省政府曾邀請童寯擔任建設廳廳長，但沒有回應，導致時任江蘇省委書記彭沖不滿。1960年11月，南京工學院成立建築設計院，任院長，主持西方建築史研究。1963年，被查實罹患膀胱癌，1965年9月，回到研究室工作。1966年，文化大革命開始，童寯也參加運動。1968年，受到批判，參加勞動。
1983年3月28日，因癌症病逝於南京軍區總醫院，享年83岁。

## 家庭
童寯父亲童恩格的家族本姓钮祜禄氏，为世居东北的满州旗人，属正蓝旗，祖父以上务农为业。童恩格原配金氏，有一女。继娶杨氏（汉族），生子童寯、童荫、童村、童言。父亲童恩格是家中首代读书出仕者。1910年，43岁的父亲童恩格以奉天府廪生考取岁贡，后成为奉天当地教育官员。童寯的二弟童荫是电机专家，曾任电机工程师；三弟童村是微生物学家。
童寯与关蔚然结婚，育有三子：童诗白、童林夙、童林弼。次子童林夙是中国电子物理学家，显示器件技术领域专家。

## 主要设计作品（其中有与合伙人合作工程）
1932—1952年间，童寯主持或参加的工程项目有100多项，代表作品有：
- 1932—1933年：
  - 南京宁海路新住宅区私人住宅
  - 南京原国民政府外交部大楼及官舍
  - 南京下关电厂
  - 南京首都饭店
  - 上海恒利银行
  - 南京中山陵园孙科住宅
  - 上海大上海大戏院
- 1934年，上海金城大戏院，南京卢树森住宅，南京陵园张治中住宅，何建住宅，上海公寓数幢。
- 1935年，上海浙江兴业银行，南京金城银行别墅。
- 1936年，南京陵园中山文化教育馆，南京中央博物院（？）保管库。
- 1937年，南京水晶台地质矿产陈列馆，地质调查所，原国民政府资源委员会办公楼、图书馆，南京白下路原国民党政府审计部办公楼。
- 1938年，四川资中酒精厂，重庆炼铜厂。
- 1939年，贵阳花溪清华中学，大夏大学教舍。
- 1941年，贵阳花溪贵筑县政府，清华中学。
- 1942年，贵阳贵州省儿童图书馆。
- 1943年，贵阳民众教育馆。
- 1946年，南京下关工人福利社，南京小营航空工业局。
- 1947年，南京孝陵卫政治大学校舍、宿舍，南京高楼门公路总局。
- 1948年，南京萨家湾交通银行，江南铁路公司建设大楼。
- 1952年，上海杨树浦电力学校教室、礼堂等。

## 主要论著
- 著作：《江南园林志》《新建筑与流派》《苏联建筑》《造园史纲》《日本近现代建筑》《建筑科技沿革》《近百年西方建筑史》《中国园林对东西方的影响》
- 论文：《外中分割》《随园考》《北京长春园西洋建筑》《北平两塔寺》《中国建筑的特点》《我国公共建筑外观的检讨》《外国纪念建筑史话》
- 英文论著：《Chinese Gardens》（中国园林）、《Foreign Influence in Chinese Architecture》（中国建筑的外来影响）《Architectural Chronicle》《Glimpses of Gardens in Easter China》
- 画册：《童寯画选》、《童寯素描选》等
- 《童寯文集》四卷